# أنتوني بيرد
أنتوني بيرد (بالإنجليزية: Anthony Bird)‏ هو طبيب عام بريطاني، ولد في 1931 في ولفرهامبتن في المملكة المتحدة، وتوفي في 2016.